# 英語帝国主義
英語帝国主義（えいごていこくしゅぎ）は、現代社会における英語の広範な使用が引き起こしているさまざまな問題を、歴史的な観点から捉えた概念である。

## 歴史的概観

### 英国の英語帝国主義
12世紀ごろからイングランドの歴代王家はブリテン諸島で、初めはアイルランド島の西部で、次に1282年に征服されたウェールズでも、そして最後にスコットランドで、拡大政策を実行していった。これらの征服はいくつもの挫折を経験したが、最終的には1707年にイングランド王国とスコットランド王国の間で結ばれた合同法によってその征服は完了した。そうした中、スコットランドはイングランドという強大な隣人と向かい合って何世紀にもわたって生き延びてきた。一方イングランドでは、主にフランスとの戦争が原因でフランス語の威信は衰退していった。その結果、1362年に英語は議会における唯一の言語であることが宣言された。しかし、実際には徐々に使用されていった。ヘンリー4世（1367年 - 1413年）は、ノルマン・コンクエスト以来初の、英語が母語であるイングランドの君主である。結果として、英語は名声を得ることになる。
征服されたウェールズ・アイルランドといったケルト圏では、行政管理は王の言葉、つまり英語によって行われた。崇高な建物は、王家との関係に影響を受けて英国式になった。しかし、庶民たちは相変わらず自分たちの言語であるウェールズ語、スコットランド・ゲール語、アイルランド語といったケルト語派系のことばを話した。しかし18世紀になると、イングランドからの移民、貿易の発達、義務教育の影響でゲール語の衰退が人々の間で加速していった。都市部は英国風になり、特にイングランド側に面しているところではその傾向が著しかった。英語化のプロセスの結果、ゲール語が使用される範囲は、力学的原理の中心から遠く離れた孤立した地域に限定されるようになっていった。地方からの移民、特にスコットランドやウェールズからの移民は、イングランドの工業化に大きく貢献した。また、アイルランドでは、ジャガイモ飢饉（1846年 - 1848年）の主な犠牲者は、島西部にいるゲール語を話す貧困者層であった。何百万人ものアイルランド人が死に、160万人の移住者が英語圏にどうにか逃げ込み、ゲール語の衰退が急速に進んだ。1921年のアイルランド共和国の独立宣言の時点で、たった2%のアイルランド人がどうにかアイルランド語を使っていた。その割合は、スコットランドのゲール語とほぼ同じである。今日、ゲール語の話者規模は、幸い20世紀初頭の規模をかろうじて維持できている状態である。その一方で、ブリテン諸島にいるケルト人はほぼ全員が英語を話している。
以上より、ケルト語派の弱体化に寄与している要因をまとめると、
- イングランドによるケルト圏の征服
- 官僚制度・教育・軍事といった分野において唯一の行政言語としての英語の押し付け
- 最初はイングランドによる、そしてその後は英国による英語で管理される大英帝国
  - 裕福な人と見なされる英語話者が、経済事情に隙間があるケルトの人々を魅了している。中央政府やアメリカ合衆国（当時は13植民地）・カナダといったアングロ・サクソン国の政府によるケルト民族への移住支援
- 経済活動・産業活動が主要な英語国の権力
  - それに対立するケルト人は地方で貧困になる。
- 上述したような要素すべてを助長する文学や新聞などを通した英語の文化的名声

英国は産業革命を経て、世界の制海権を獲得する。七大陸にまたがる「太陽の沈まない国」ことイギリス帝国（大英帝国）を形成するに至り、英国は間接統治で植民地経営をするため現地の上流階級に英語でエリート教育を施した。その結果、英国の植民地が独立すると、そのエリートの末裔である少数特権階級のグループは、自らの権益を守るため英語絶対優位の社会を築くようになり、ESL国家が出現することになる。
ブリティッシュ・カウンシルによる「英語教育推進運動」(Phillipson 1992:137–52) で、世界の英語教育の欧州型（モノリンガル型）教育モデルが確立し、英文教科書・教員育成・指導理論および方法（応用言語学）が非西洋地域にまったく適さないにもかかわらず、近代化・民主化を合言葉に英語は西洋型教育によって推し進められた。

### 結果
近年、英語以外の国語と地域語の権利を無視して「英語オンリー」の方へ無理に持っていこうとする勢力に対する非難の声が、以前よりは聞かれるようになった。しかし、英語は「最も役に立つ」言語だと答える欧州連合の市民は 69% もいて (Phillipson 2003: 136)、公式多言語使用が特に奨励されていると推定される欧州連合でも、実は口先だけの理想論に留まっている現状が垣間見られる。
国際社会のほとんどすべての分野（政治・学問・商業・財政・航空、そして軍事でさえ）で「英語支配」は着実に進行し、完全に多言語使用をユートピアの類へ追いやって、もはや後戻りができない事態に陥っているといえる。そこまで言わないにしても、少なくとも感じられることは、知的好奇心や必要に駆られて英語から多くを学ぼうとする人は幾多といる。

#### 日本における議論
19世紀後半に、「欧米＝近代」史観から単純化して言われてきた「開国」現象の中で経済圏の拡張に踏み切った日本は、「国語」問題に直面した。後の初代文部大臣になる森有礼は、1873年に米国で出版した著書 Education in Japan  の中で、単純化した英語を国語として採用する「国語英語化論」を主張した。森の主張は、馬場辰猪や米国の言語学者ウィリアム・ドワイト・ホイットニーのような反対論も含めて、様々な反応を巻き起こした 。
現代では、国際理解教育 の一環で、総合的な学習の時間 が設けられていて、「国際的」な対話には英語が必須だなどということで、日本では小学校から英語を義務付けられる（学習指導要領改訂版）。また、外国語青年招致事業（JETプログラム）を通して国際交流の活動も採り入れられている。
また、社会経済上の要請もあって、実用的な語学が求められるようになり、いわゆる「英会話」を主流とした対話能力の育成が期待されていることもある。例えば小渕内閣は2000年に「英語の第二公用語化」を提言し、小泉内閣下の文部科学省は2003年に「英語が使える日本人」の育成のための行動計画の策定について』を発表した。
- 大学における教育内容等の改革状況について 1．カリキュラム改革の実施状況－文部科学省
- 高等学校における外国語教育多様化推進地域事業

#### 中国・香港
中国では2001年の9月から英語の義務教育化が11歳から9歳に引き下げられた。民間の英語教育産業の興隆も目覚しい。大学へ入るときに英語はかなりのウェートを占めている。
- en:College English Test
- en:Education in the People's Republic of China

中国の小学校から高校までの基礎教育の段階で、特に中学校の段階では必修科目としての外国語は90%以上が英語になっている。1980年代後半から1990年代前半の期間、各段階別に外国語必修科目課程である英語が目標水準に達しているかを評価するため全日制の一般の大学で初めて英語の習熟度テストの実施が開始された。
1960年代半ばは、ソビエト連邦とのかなり親密な関係の影響で、主な第一外国語はロシア語になったが、1960年中頃以降、特に1978年と1983年に、英語（外国語）が大学入試に他の科目と同等に取り入れられた。これに伴って、中国の中等教育、特に中学校の外国語教育で英語が必修になって、高校の場合は90%以上が英語を必修科目に取り入れた。一般的に全日制の大学では、英語が必修科目になっている一方で、他の外国語の授業は選択枠になっている。
大学入試のおかげで英語の地位がかなり高くなっており、英語を過剰に教育し大多数の国民の本来の母語である筈の中国語の能力を軽視しているなどといった批判が近年高まりを見せている。多くの学生が英語の学習に時間を取られ、それが専攻分野の学習に悪影響を及ぼすし、中国文化離れを促進する、といったものだ。しかしその一方で、英語は「普遍言語」という地位にあるので、グローバル化が進む中で英語に秀でた人材の不足は悪い影響をもたらすといった立場もある。
事実、香港の政界や経済界では英語能力の優劣が香港の国際的地位に多大な影響を及ぼすといった危機感が渦巻いている。英語教育は6歳から義務化されている。en:Hong Kong Englishも参照。

- （英語）Current Issues in Language Planning Vol 8:2, 2007 pp 148-160
- （英語）JSTOR: TESOL Quarterly, Vol. 35, No. 1 (Spring, 2001), pp. 194-198
- （英語）Ministry of Education The People's Republic of China
- （英語）English Language Education in China: Policies, Progress, and Problems

#### 台湾
台湾では英語教育の義務化の対象が9歳から7歳（または、8歳から6歳）に引き下げられた。
- （英語）Exhibition of International Volunteer Services Provided In 2006 by Taiwan College Students
- （英語）Challenge 2008: National Development Plan
- Higher Education
- （繁体中国語）技術學院應用外語系的定位與發展
- （繁体中国語） 今日文藻

#### 韓国
韓国では最近13歳から9歳にまで英語の義務教育の対象が下げられた。多くの資金が英語教育に投じられている。英語の早期教育がナショナル・アイデンティティの衰退につながるのではないかといった危惧が韓国国内にはある。コングリッシュも参照。

- （朝鮮語）DBPIA - Yeon-Hee Choi 저, Impact of Politico-economic Situations on English Language Education in Korea

## 英語帝国主義論
言語帝国主義論の特に長所と短所についての論争に相当大きな影響を与えたデンマークの en:Robert Phillipson  の Linguistic Imperialism (1992) の出版以来、言語帝国主義論は応用英語学を専門にする学者の間で多くの注目を集めてきた。また、言語帝国主義は、メディア・教育・学問などといった分野を包括する文化帝国主義の文脈で語られることもある。
Phillipson (1992:78–108)は、自身の言語帝国主義論に関する先行研究として、
1. 言語拡大 (e.g., Ansre 1975, Cooper 1982, Kachru 1986)
2. 言語社会学[19] (e.g., Fishman 1972, 1977)
3. 言語計画 (e.g., Neustupny 1983, Pattanayak 1986, Cooper 1988)
4. 語学教授法 (e.g., Lightbrown 1987, Spolsky 1989)
5. 言語権 (e.g., 世界人権宣言、国際人権規約、ヨーロッパ地方言語・少数言語憲章、en:Universal Declaration of Linguistic Rights)
6. Wardhaugh (1987) と Calvet (1987) のアプローチ[20]

を挙げている。

### ロバート・フィリップソンの英語帝国主義論
言語帝国主義を定義することは、常に困難を伴う。なぜなら、それを定義することは、その人個人の政治的信条や、増大する西側諸国の英語圏の政治的・経済的・軍事的権力との関係に大抵依拠することになるからだ。例えば、ジェリー・ノールズ はブリタニカ百科事典の “English language imperialism” の項目で英語帝国主義を以下のように定義している。
「言語帝国主義は、ある支配的な言語への乗り換えで必ず他者を巻き込む。基本的にその支配言語への乗り換えは、伝統的に軍事力だけでなく、現代世界においては経済力といった権力の表出であって、支配的文化の面々はたいていその支配言語とともに乗り換えられる。」
言語学者のロバート・ヘンリー・ローレンス・フィリップソンは、Phillipson (1992) において、言語帝国主義を以下のように定義している。
「英語とその他の言語との間にある構造的・文化的不平等の秩序と連続的再構築によって擁護され、そしてそれが保たれた支配」(ibid: 47)
Phillipson (ibid) の持論は、国際語としての英語の歴史的拡大に対する強烈な批判と、いかにしてその歴史的拡大が特にインド・パキスタン・ウガンダ・ジンバブエなどのようなポストコロニアル的な文脈だけでなく、大陸ヨーロッパのような新植民地主義的な文脈で現在の「英語支配」が維持し続けられているかを提示している。こうした Phillipson (ibid) の持論は、主に Galtung (1980) の「帝国主義論」や Gramsci (1971) の「社会理論」、特に文化ヘゲモニーの概念に依拠している (Joseph 2006: 52)。
Phillipson (1992)の持論の中心テーマの一つは、今日の世界において、英語が優位を保ち続ける一連の複雑な覇権のプロセスである。Phillipson (ibid: 173-222) は、ブリティッシュ・カウンシル  が英語を奨励するために使ったレトリックを分析し、そのレトリックの根底にある主要な応用英語学や英語教授法の言説を論じている。それらは、
- 英語は英語で教えるのが一番良い（単一言語使用虚偽）
- 理想的な英語の教師は英語母語話者だ（母語話者虚偽）
- 英語は早期に学べば学ぶほどより良い結果が得られる（早期教育虚偽）
- 英語を使って学べば学ぶほどより良い結果が得られる（極大受容虚偽）
- 英語以外の言語を使うごとに、その分英語の能力が落ちる（控除虚偽）

Phillipson (1992:271–99)によれば、英語を奨励するブリティッシュ・カウンシル・国際通貨基金・世界銀行といった組織機関の人たちや、英会話学校を経営する個々人は、以下に挙げるような立論タイプを使うという。
- 英語本源論：言語は神から与えられたもので、貴重で高貴で興味深いものだ。通例、これらの主張は英語がそのような特質を持っていて、その他の言語はそうでないと強調する。
- 英語付帯論：英語はしっかりとした基盤を持っている。熟練した教師や多くの教材がある。また、知識や術語といった豊富な無形資源がある。
- 英語機能論：世界への架け橋としての英語の有効性を強調する。

そのほかの英語に関する主張は、
- 経済的・再生産的機能：人々にテクノロジーを与える
- イデオロギー的機能：現代性 [23] を象徴する
- 英語は物質的向上と効率のシンボル

Phillipson (ibid: 109-136) は、英語が母語でない国では、たいてい英語がエリートの言語になっていると報告している。国際連合・世界銀行・欧州中央銀行などといった有能で影響力のある国際機関では、英語で発言できることが管理職に就くための必須条件になっている。そのために、英語圏の出身者が決定事項を思い通りに動かすことができ、英語が持つ民主主義的イメージとの明らかな矛盾が生まれることになる。

### 批評・批判
熱烈とは言えないが、多くの学者が Phillipson (1992) の主張についての活発な論議に参加してきた。例えば、ウェールズの en:Alan Davies (disambiguation) (1996) は、Phillipson の亡霊がエディンバラ大学の応用言語学部  によく出没するのを心に描いている。
「常習犯たち＜Phillipsonとその一味＞を一斉検挙しろ。」この間ずっと、ただ単に応用言語学を教える振りをしていた人たちだけでなく世界を接収しようとブリティッシュ・カウンシルとともに真剣に企んでいた人たち＜Phillipsonとその一味＞も追い出そうと、彼は叫ぶ (ibid: 485)。
Davies (ibid: 485) によれば、言語帝国主義には二つの文化が宿っていて、「一つは、自責心の文化（「植民地は二度と生じさせるべきではない」）である。もう一つは、空想的な絶望の文化（「我々がしようとしていることを我々はしていくべきではない」）である。」また、ブラジルの pt:Kanavilli Rajagopalan (1999) は、より一歩進めて Calvet (2006)・言語権研究会 (1999: 95-128)・Phillipson (1992)などが、外国語としての英語を教えている教師たちの間に罪悪感をもたらしたと主張する。
Davies (1996) は、Phillipson (1992) の主張も虚偽ではないと論証する。「もし被支配者が英語を採用し、英語を保有し続けたらどうなるだろう。Phillipson (ibid: 8) の立証できない解答は、彼らは彼らのより良い利益に対して説得せず、説得できず、説得させられるに違いない (Davies 1996: 488)。」それゆえに、発展途上国が自立的な決定、つまり英語教育を採用するか否かを自立的に決定する余地があると見なせない点で、Phillipson (1992) の持論は恩着せがましいと議論されてきた。
en:Joseph Bisong (1995) はナイジェリアの文脈において、いわゆる周辺に置かれている人々は実用的に英語を使っていると考えている。彼らは子供たちを英語が使われている学校に行かせる。理由は当然子供たちを多言語使用話者に育てたいからだ。Bisong (ibid) は Phillipson (1992: 127) の持論に関して、予想していた命題に無理やりふさわしくするために社会言語学的な証拠を歪曲しようとしたもので、中心にいる人々からにじみ出てくる言語帝国主義の犠牲者への解釈だと主張する (Bisong 1995: 125)。そして、もし英語は異質なので根絶すべきであるとするのならば、ナイジェリアそのものも植民地主義的な構造と考えられるので解体されるべきであろう、と Bisong (ibid) は主張する。
さらに、英語そのものが帝国主義的と仮定することも批判を受け続けてきた。オーストリア・ウィーン大学の en:Henry Widdowson  (1998a) は、「英語が独りでに覇権的制御を行使するという考えには根本的な矛盾がある。すなわち、もしそれが本当であるならば、そのような統制力に二度と立ち向かうことができなくなってしまうはずだ (ibid: 398) 」と主張した。
さらに、英語の奨励が地域言語の衰退を必然的に示唆するという考えに対しても、その正当性が疑われてきた。アイルランドの en:Marnie Holborow  (1993: 359) は、「中心にある全ての英語の変種が支配的ではわけではないし、周辺にいる全ての英語話者も等しく差別されているわけではない」と指摘する。例えば、アイルランド英語は、被支配的な英語の中心変種と見なされるのだろう。
また、英語学者は、英語の覇権が政治的陰謀の結果であるという Phillipson (2007) の考えに異議を唱える (Crystal 2003: 23-4)。英語学や言語学の権威と言われるウェールズの en:David Crystal  (ibid: xiii) は、英語が国際コミュニケーションの言語でなければならないと考える一方で、一種の多言語使用を保つべきだとも考えている。英語圏出身者は、現在の英語の覇権の維持に賛成する。英語の歴史の普及に異議を唱えようとする過激派の態度を言語帝国主義の概念と結びつけることによって、彼ら自身を正当化しようとする。それとは対照的に、穏健派は普通、英語帝国主義論に反論する自由主義者であって、Crystal や Widdowson はこの部類に入るだろう (ibid: 24)。
以上、結論として、Phillipson に続く人たちはその言語選択を外部から押し付けられたのだと見る一方で、それに対抗する陣営 (e.g. Davies 1997: 248) はその言語選択を個々人によってなされた決定だと見ているといえる。

### 批判に対する反論
言語帝国主義論を支持する主張を擁護する人たちは、言語帝国主義論への反対論はしばしば、現在の英語の地位を賛美に値する事実だと見るモノリンガルの英語母語話者によって唱道させられていると主張する。
国際連合や世界保健機関の元通訳で心理言語学者でもあるスイスに身を置いていた Claude Piron (1994) は、本当に英語を駆使するためには、10,000時間の訓練、つまり、6年間に匹敵する作業を要求すると示すことで、Phillipson の報告をいっそう効果的にしている。以上のように、欧州連合当局の事実上唯一の公用語である英語の使用は、欧州連合の大多数の非英語話者住民を第二身分の市民  に変えるだけでなく、ヨーロッパとより大きな越境を率いる英語話者階級の資質の愚鈍さも促進することになるだろう。
それとは対照的に、地域言語の地位を置き去りにして、世界で英語の増大拡大を潜在的に文化的な価値観を徐々に衰退させ破壊させる厄介な事態だと見る人たちは、Phillipson の見解に対して格段の受容力があるといえる。
しかし、一般に言語帝国主義論を批判する人々は、非現実的な願いを明確に述べるのを止めて、たとえ彼ら自身が一つの外国語しか話せなくても、より多く外国語の学習を頻繁に促すことにしている。オーストラリアの en:Alastair Pennycook  (1995, 1998, 2001)・スリランカの en:Suresh Canagarajah  (1999)・英国の en:Adrian Holliday  (2005)・en:Julian Edge  (2006) らは、「批判的な言語学者」のグループを形成していると考えられることが多い。また、Widdowson (1998b) らの批判的言説分析についての所見も、 
Phillipson (1992:321)の言語帝国主義論や批判的応用言語学といったものに当てはまるかもしれない。
間違いなく、彼らが支持する論点の妥当性を拒否することなしには、議論は乱雑で、分析には欠点があると言うことが可能であるはずだ。私の見解は、もし問題が正しいとすれば、次に我々は一貫性のある議論によってそれを支える方法を見つけるべきだ・・・そして、それとは別のやり方ですることは、はっきり言って、その論点に対してひどい仕打ちをすることだと私は主張する。都合のよい分析によってイデオロギーの摘発の手順のために・・・もちろん、右翼も左翼もより深いいかなる論点へも取りかかることができる・・・もしあなたが信念と責任を持っていれば、あなたはいつもあなたの魔女を見つけることになるだろう。(Widdowson 1998b: 150)

### 充当理論
言語帝国主義論を拒絶する人の中には、英語の世界的な拡大の現象は、世界各地でローカルな目的で英語が使われるという充当の枠組みを示すことでより良く理解できるようになると主張する人もいる。上述で引用したナイジェリアの例 (Bisong 1995) に加えて、以下のような例が挙げられる。
- 非英語圏のデモ参加者は、よく世界中のテレビ視聴者へ向けて彼らの要求を伝えるために英語で書かれた標識を使う。時にその人たちは、自分たちが掲げている標識に書かれていることを理解していないことさえありうる。
- Bobda (1997) は、いかにカメルーンが単一文化的・アングロ・サクソン中心的な英語教育の方法から考えを変えてきたか、そして徐々に教材をカメルーンの状況に充当していったかを教えてくれる。取り扱われている非西洋的なトピックの例を挙げれば、アミールの掟、伝統薬や一夫多妻制などがある (ibid: 225)。 Bobda (ibid: 234) は二文化教育に賛成論を唱える。つまり、彼はカメルーンと英米の両方の文化を提示したいのである。
- Kramsch & Sullivan (1996) は、いかに西洋式の教育方法論と教科書がヴェトナムの土地文化に合うように充当していったかを述べている。
- パキスタンの教科書 Primary Stage English は、西洋人の耳にはかなり対外強硬主義的と響きそうな Pakistan My Country・Our Flag・Our Great Leader (Malik 1993: 5, 6, 7) のような学課を含んでいる。しかしながら、土着の文化内で英語教育、愛国心とムスリムの信条との関係を打ち立てることは、英語教育の目的の一つと見て取れる。なぜなら、en:Punjab Textbook Board (PTBB) の議長は、「PTBB はこれらの教科書を通じて生徒にイスラーム的な価値観への愛着や、生徒の祖国のイデオロギーの前線を守るための自覚を植え付けられるように注意している」(Punjab Text Book Board 1997) と率直に述べている[41]。

以上のような英語の国際化も、英語の母語話者に新しい可能性をもたらすかもしれない。McCabe は以下のような文章を練り上げた。
・・・二つの世紀にわたって、我々が、新規の市場・・・の熱烈な追跡の中で我らの言語と我らの慣習を輸出してきたという事実から見れば、我々は今、我らの言語と慣習は我々の元に戻されたのだが、他者  が使えるそれらは変わってしまったので・・・だから、我らの言語と文化は新しい可能性、新たな矛盾を発見するのだと分かる (1985: 45)。

## 英語帝国主義論への問い
Phillipson (2006: 359) は、以下のような問いを投げかけてくれる。
1. 英語化[43]は、グローバリゼーションとアメリカニゼーションから自立しているように見えるか。それを評価するために世界英語[44]に関する文献をひねって考えてもよい。
2. 流暢な英語使用者に特権を与えることを避ける国際コミュニケーションで不平等を打ち消せる方法があるか。
3. 多言語使用者が成功するのに対して、単一言語使用話者が将来失敗するかもしれないならば、均衡した言語能力[45]を目指すことは、有効で現実的な教育的で社会的な目標であるか。
4. ヨーロッパで生じている状況が、例えばアメリカ大陸・アフリカ・アジアのような他の文脈で経験されるかどうか考えなさい。
5. 全ての言語がまさにそうであるように、グローバリゼーションが本質的に良くもなく凶悪でもないならば、バランスのよい言語の生態系 [46]を維持するために採用されなければいけない言語政策とは何か。
6. 英語が現在のグローバリゼーションの段階で演ずる役割を表すのための「言語帝国主義」より好い用語が思いつくか。

Ferguson (2006:202–3) は、以下のような問いを投げかけてくれる。
1. 以下の点を熟慮した上で、あなたが特によく知っている国の中で、英語の役割を考慮したい国を特定しなさい。
  1. 教育制度の中での英語の位置づけ（何年生で、英語は学校のカリキュラムに導入されるか。英語は、初等教育・中等教育・高等教育のいずれのレベルで教授言語になるか。就学人口のどのくらいの割合が英語を勉強しているか。）
  2. 公共機関（例えば、行政当局・報道機関・メディア）とビジネスでの英語の位置づけ
  3. 一般大衆の英語に対する態度と、新聞・雑誌・放送メディアなどにおける英語にまつわる言説。
2. 上の質問で特定した国を事例にあなたの意見に照らしながら、以下についてコメントしなさい。
  1. 社会において英語が他の言語に与える影響。英語は、他の言語に対して脅威であるか。例えば、いくらかの他の言語によって放出されるかもしれない一流の機能[47]を占めることによって、英語は他の言語の活力を衰えさせるか。
  2. 社会におけて英語が与える不平等の影響。英語がその国の社会的不平等に寄与し、悪化させると思うか。もしそう思うならば、どのようにしてそれが成し遂げられるか。
  3. 社会の文化的な営みに与える英語の影響。英語は、地域文化と慣習を弱体化することに寄与するか。あなたはそれをアメリカニゼーションのベクトルだと考えるか。
3. 「現在、いかなる国民国家でも、国際語としての英語をその国の言語政策の中で考慮しなければならない (Spolsky 2004: 91)。」それでは、どの程度国民国家のレベルで言語計画・言語政策は英語の拡大を制御、もしくは逆らえるのか。民主主義国家の国立学校で英語教育を止めることが政治的に可能であると思うか。
4. 発展途上国において、英国や米国の政府機関または非政府組織 (NGO) が英語教育を好意で援助する正当な理由が果たしてあるだろうか。もしそのような理由が存在すると感じるならば、それらは何か。そして、もしあるとすれば、そのような援助供給のために、どのような政治判断の基準を設けなければならないか。